# Фосторія (Огайо)
Фосторія (англ. Fostoria) — місто (англ. city) в США, в округах Сенека, Генкок і Вуд штату Огайо. Населення — 13 046 осіб (2020).

## Географія
Фосторія розташована за координатами 41°9′37″ пн. ш. 83°24′45″ зх. д. / 41.16028° пн. ш. 83.41250° зх. д. (41.160250, -83.412400).  За даними Бюро перепису населення США в 2010 році місто мало площу 20,11 км², з яких 19,54 км² — суходіл та 0,56 км² — водойми.

## Демографія
Згідно з переписом 2010 року, у місті мешкала 13 441 особа в 5417 домогосподарствах у складі 3432 родин. Густота населення становила 669 осіб/км².  Було 6225 помешкань (310/км²).
Расовий склад населення:
| - 84,1 % — білих - 6,4 % — чорних або афроамериканців - 0,4 % — азіатів - 0,1 % — корінних американців - 4,3 % — осіб інших рас |

До двох чи більше рас належало 4,7 %. Частка іспаномовних становила 11,5 % від усіх жителів.
За віковим діапазоном населення розподілялося таким чином: 26,0 % — особи молодші 18 років, 58,0 % — особи у віці 18—64 років, 16,0 % — особи у віці 65 років та старші. Медіана віку мешканця становила 37,9 року. На 100 осіб жіночої статі у місті припадало 89,7 чоловіків;  на 100 жінок у віці від 18 років та старших — 86,4 чоловіків також старших 18 років.
Середній дохід на одне домашнє господарство  становив 45 582 долари США (медіана — 33 485), а середній дохід на одну сім'ю — 44 936 доларів (медіана — 38 427). Медіана доходів становила 37 771 долар для чоловіків та 30 688 доларів для жінок. За межею бідності перебувало 29,4 % осіб, у тому числі 54,4 % дітей у віці до 18 років та 6,6 % осіб у віці 65 років та старших.
Цивільне працевлаштоване населення становило 5246 осіб. Основні галузі зайнятості: виробництво — 34,5 %, освіта, охорона здоров'я та соціальна допомога — 19,5 %, роздрібна торгівля — 14,9 %.